# Khariya
Khariya é uma vila no distrito de Sonbhadra, no estado indiano de Uttar Pradesh.

## Demografia
Segundo o censo de 2001, Khariya tinha uma população de 9836 habitantes. Os indivíduos do sexo masculino constituem 55% da população e os do sexo feminino 45%. Khariya tem uma taxa de literacia de 72%, superior à média nacional de 59.5%: a literacia no sexo masculino é de 79% e no sexo feminino é de 63%. Em Khariya, 15% da população está abaixo dos 6 anos de idade.